# Glaucopsyche williamsi
Glaucopsyche williamsi är en fjärilsart som beskrevs av Arthur Francis Hemming 1931. Glaucopsyche williamsi ingår i släktet Glaucopsyche och familjen juvelvingar. Inga underarter finns listade i Catalogue of Life.